# فرانك ماكدونو
فرانك ماكدونو (بالإنجليزية: Frank McDonough)‏ هو مؤرخ وأستاذ جامعي بريطاني، ولد في 17 أبريل 1957 في ليفربول في المملكة المتحدة.

## وصلات خارجية
- فرانك ماكدونو على موقع IMDb (الإنجليزية)